# Hippolyte Piroux
Hippolyte Piroux, né le 8 novembre 1929 à Polliat dans l'Ain et mort le 2 novembre 2024 à Viriat, est un agriculteur et écrivain français.

## Biographie
Hippolyte Piroux grandit dans une famille paysanne. Après avoir obtenu son certificat d'études, il devient agriculteur et par la suite technicien agricole. Passionné depuis son enfance par l'histoire locale, c'est à la retraite qu'il entame des recherches et des écrits sur le monde paysan ainsi que le patois bressan, un dialecte de sa région natale. Investi dans sa commune, il est notamment à l'origine du blason de Polliat qu'il dessine en 1979.
Depuis 2017, il figure sur le dictionnaire littéraire des écrivains d'expression populaire mené par un spécialiste de la littérature populaire de l'université de Tours, Frédéric-Gaël Theuriau. En 2008, il publie Les Prunes vertes, un document-fiction inspiré de son enfance traitant de la vie paysanne au XXe siècle.
Il publie, en 2011, Le parler franco-provençal,, un ouvrage sur le patois bressan et ses particularités pour lequel il obtient le prix "Coup de cœur" décerné par l'Académie de Bresse. En 2013, il se penche sur la généalogie et raconte l'évolution de ses ancêtres au cours des siècles dans Cheminement en sabots couverts. En 2014, il publie son premier roman policier L'Affaire Reyssouzet-Machard.